# Ngô Bệ
Ngô Bệ (chữ Hán: 吳陛; ?-1360) là lãnh tụ của cuộc khởi nghĩa nông dân lớn nhất đời Trần.
Ngô Bệ không rõ năm sinh, người làng Trà Hương, lộ Nam Sách Giang (nay thuộc huyện Kim Môn, tỉnh Hải Dương).
Đầu thập niên 1340, xã hội thời Trần suy kém, nhân dân đói khổ, loạn lạc khắp nơi. Tháng 2 (âm lịch) năm Thiệu Phong thứ 4 (1344), ông tụ họp dân phiêu tán, chiếm cứ vùng núi Yên Phụ (Hải Dương), đánh cướp tài sản địa chủ, thương nhân. Tháng 11 (âl) năm Thiệu Phong thứ 5 (1345), triều đình phái quân đánh dẹp. Tuy nhiên Ngô Bệ trốn thoát, cùng với nhiều đồng đảng phân chia thành nhiều toán cướp nhỏ hoạt động lưu động khắp nơi.
Đầu năm Đại Trị thứ 1 (1358), xảy ra hạn hán, dân tình đói khổ. Tháng 8 (âl) năm đó, Ngô Bệ tụ họp các đồng đảng cũ, chiêu tập thêm dân nghèo, dựng cờ khởi nghĩa ở Yên Phụ, yết bảng "Chẩn cứu dân nghèo", tự xưng Vương, đánh cướp thương nhân địa chủ, chống lại quan quân triều đình. Nghĩa quân phát triển mạnh, chiếm cứ cả một vùng rộng lớn từ Đông Triều đến Chí Linh, chống trả mãnh liệt quân triều đình.
Triều đình một mặt xuống chiếu khuyến khích nhà giàu bỏ thóc ra chẩn cấp dân nghèo; mặt khác sai quân tướng đi trấn áp. Tháng 3 (âl) năm Đại Trị thứ 3 (1360), triều đình phái đại quân đàn áp dữ dội, ông bị bắt đưa về kinh hành hình cùng với 30 đồng đảng. Nghĩa quân tan vỡ.
Tên ông được đặt cho một con đường ở phường 13, quận Tân Bình, Thành phố Hồ Chí Minh